# Parafia św. Stanisława Biskupa w Lubaczowie
Parafia Świętego Stanisława w Lubaczowie – parafia rzymskokatolicka należąca do dekanatu Lubaczów diecezji zamojsko-lubaczowskiej. 
Parafia została utworzona w 1388. Obecny kościół parafialny wzniesiono w latach 1898–1899 w stylu neromańskim i neogotyckim. Autorem projektu był architekt lwowski Jan Lewiński. 

## Zasięg parafii
Do parafii należą wierni z części Lubaczowa oraz z następujących miejscowości: Dąbków, Dąbrowa, Hurcze, Opaka.